# Das Labyrinth der Ringe
Das Labyrinth der Ringe ist ein Brettspiel für zwei bis vier Spieler, das eine Erweiterung des Spieles Das verrückte Labyrinth ist, und wie dieses räumliches Denken unterstützt. Das Spiel erschien erstmals 1998 bei Ravensburger und wurde von dem Wahrnehmungspsychologen und Spieleautor Max Kobbert erstellt.

## Inhalt
Das Spiel beinhaltet einen Spielplan mit acht Ringteilen, die in den Spielplan in drei Ringe eingesetzt werden. Zusätzlich enthält es auch 4 Spielfiguren, 18 Geheimniskarten, einen Würfel (jeweils 2 Seiten 2, 3 und 4) und 4 Duell-Sets bestehend aus Schere, Stein und Papier. Dem Spiel liegt eine Anleitung bei.

## Regeln und Ziel
Von den 18 Geheimniskarten sind 7 „Schätze“, weitere 7 sind „Trolle“ und die letzten 4 sind „Fabeltiere“. Während des Spieles wird immer eine Karte offen hingelegt, deren Gegenstück dann auf dem Spielplan erreicht werden muss. Wer als erstes dieses Ziel erreicht, bekommt die Karte und die nächste Karte wird aufgedeckt. Gewinner des Spieles ist, wer als Erster entweder 6 Schätze oder 6 Trolle gesammelt hat. Die Fabeltiere können verwendet werden, um entweder seine Figur auf ein beliebiges Feld zu stellen, oder um eine Karte eines anderen Spielers zu stehlen. Dabei wird das Fabeltier verbraucht und aus dem Spiel genommen.
Ein Spielzug besteht aus zwei Verschiebungen und dem anschließenden Ziehen der eigenen Figur. Bei einer Verschiebung kann der mittlere Ring, oder einer der beiden äußeren, beliebig um einen Raster-Schritt im Uhrzeigersinn verschoben werden. Der mittlere Ring darf nicht zwei Mal im selben Zug gedreht werden. Nach den Verschiebungen kann der Spieler seine Figur auf jedes Feld ziehen, das direkt mit seinem Feld verbunden ist.
Eine Besonderheit bei dieser Version ist, dass Spieler mit anderen Spielern in Duelle treten können, indem sie auf deren Feld landen. Diese Duelle werden mittels Schere, Stein, Papier entschieden, wozu die Duell-Sets verwendet werden sollen. Der Spieler, der das Duell initiiert kann dabei entscheiden, ob um Schätze oder Trolle gespielt werden soll. Er kann auch entscheiden ob nur um einen oder um mehrere gespielt werden soll. Wenn um mehrere gespielt wird, entscheidet ein Wurf des beigelegten Würfels um wie viele gespielt wird. Hat der Verlierer weniger als die ausgemachte Anzahl, gibt er alle her, die er besitzt.